# Château d'Étoges
Le château d'Étoges  est construit dans la commune homonyme, dans le département de la Marne, sur la côte des blancs. Il a été reconstruit au début du XVIIe siècle sur les bases d’une forteresse. Son parc est remarquable par les sources qui émergent en de nombreux jets d’eau, alimentant des bassins et de larges douves. Il est inscrit à l’Inventaire supplémentaire des monuments historiques depuis 1956.
Le château d'Étoges est aujourd’hui un hôtel de luxe 4 étoiles avec un restaurant gastronomique "l'Orangerie", une brasserie "L'Atelier" et un spa.

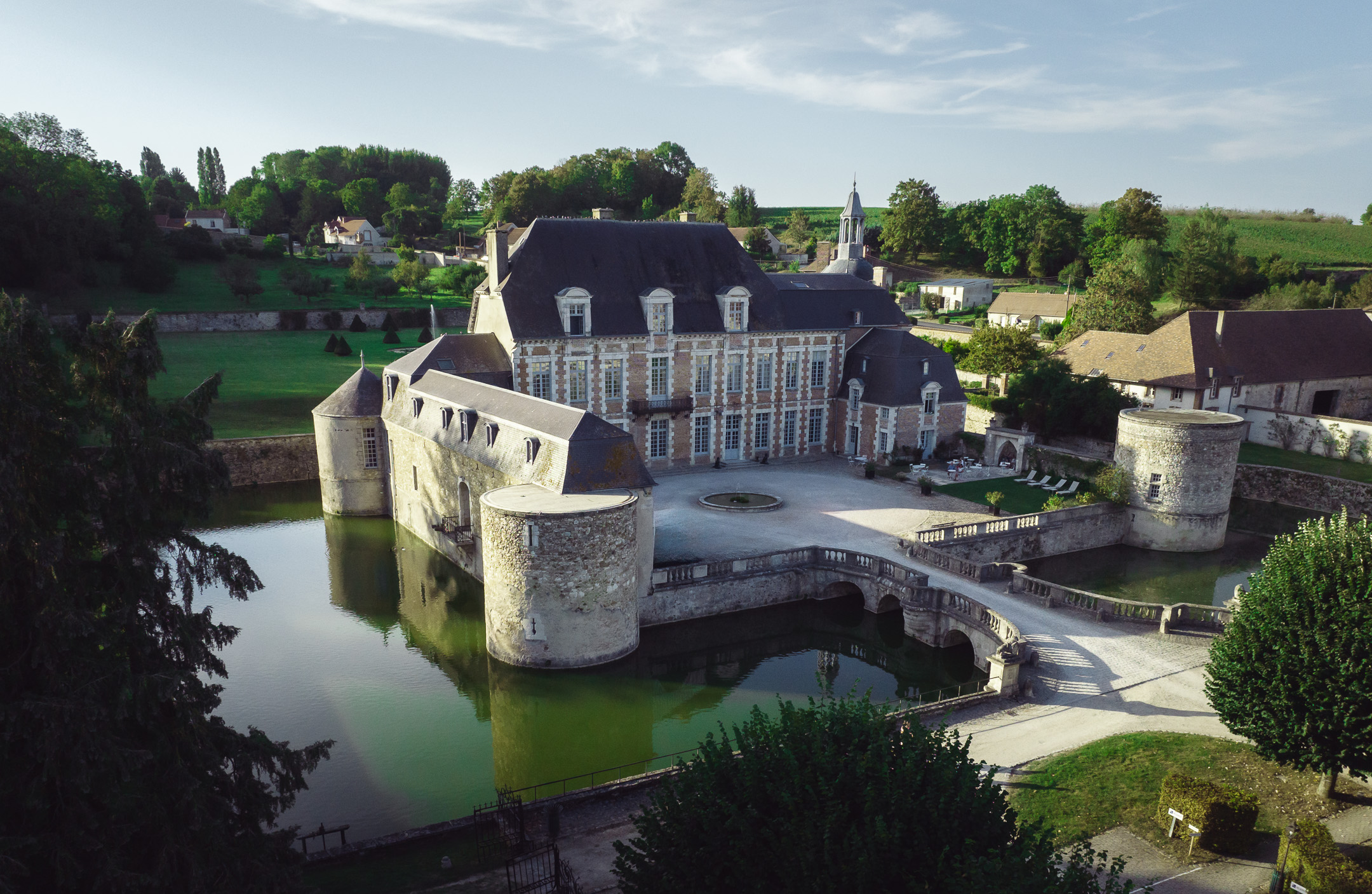

## Histoire
Le village d’Étoges était un relais de poste sur la route royale qui menait à Strasbourg. Ses sources alimentent encore les douves de la forteresse érigée au XIIe siècle par les seigneurs de Conflans, maréchaux héréditaires de Champagne. En 1339, le domaine passe aux « d’Anglure » par mariage. Autre lignée de la chevalerie champenoise, ceux-ci en font leur berceau au XVe siècle, après la vente du domaine d’Anglure (40 km au sud). Les gisants conservés à l’église en attestent (voir la liste de gisants de France).
Étape sur la route de l’est, Étoges accueillera de nombreux souverains. En 1544, François Ier en guerre contre Charles-Quint séjourne chez son lieutenant François d’Anglure.

### XVIIesiècle

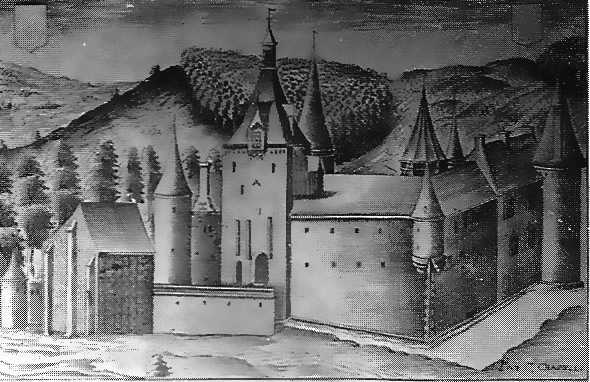
Vers 1600 par Claude Chastillon.

En 1572, Antoinette d’Anglure apporte Étoges en dot à Chrestien de Savigny, baron de Rône. Chambellan du duc d’Anjou, Savigny s’engage dans la Ligue avec trois autres maréchaux de France et meurt au combat en 1595. Ses héritiers, qui gardent le nom d'Anglure, rasent la forteresse pour ériger un château dans le style de la place des Vosges à Paris (alors appelée place Royale).
Du corps de logis principal, partent deux ailes dont l’une abrite une galerie d’arcades surmontée d’une galerie intérieure. Les tours d’angle portent une toiture en dôme. La cour, de briques et de pierres, contraste avec l’allure défensive des façades extérieures. Les fossés sont maçonnés de hauts murs. Au-delà, des terrasses à la française étagent le parc.

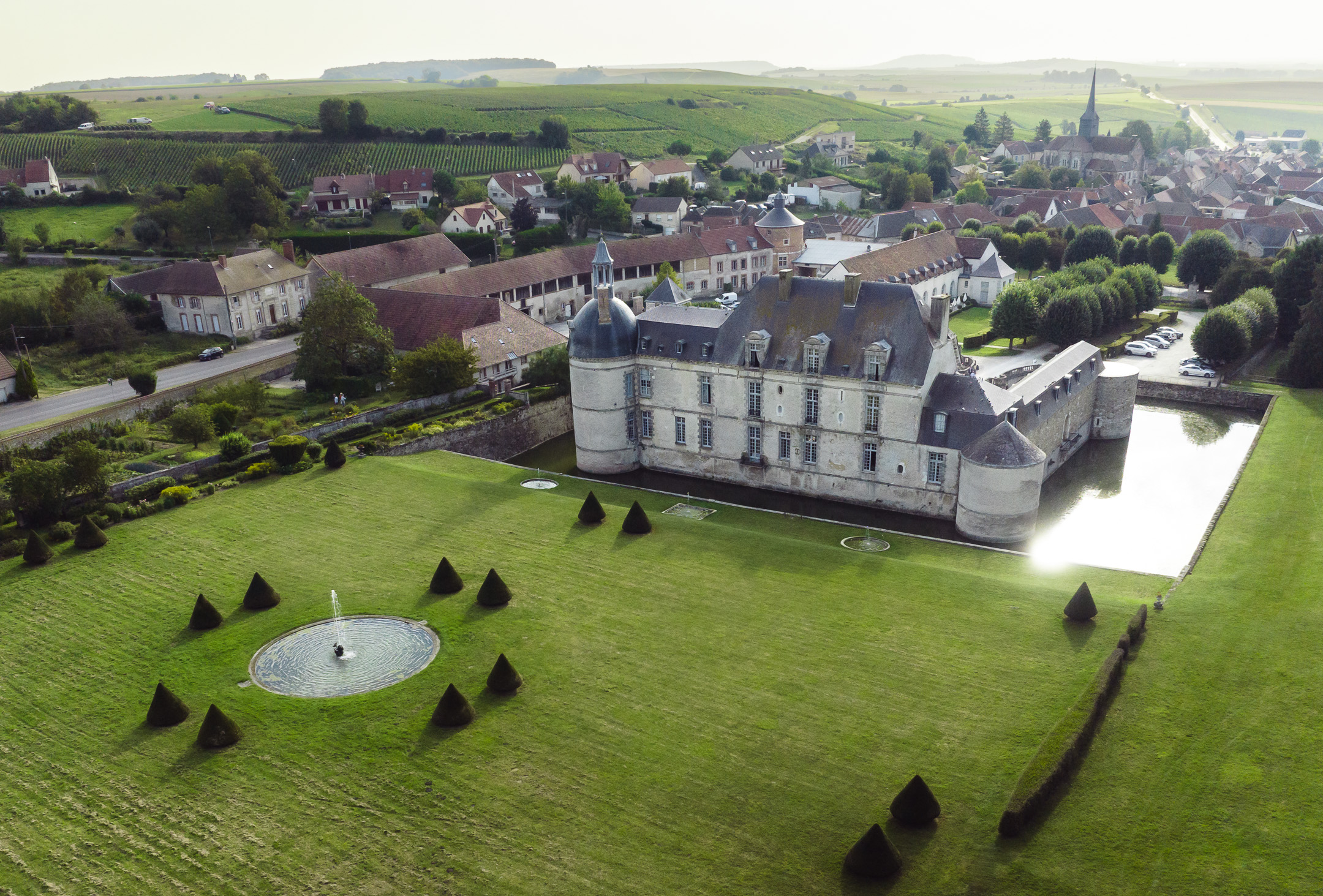

En 1656, Étoges est érigé en comté. Trente ans plus tard en 1687, Marc Antoine Saladin d’Anglure reçoit à dîner Louis XIV. Le Mercure Galant relate l’événement : « Le château d’Étoges plut extrêmement à sa Majesté et à toute la Cour ». Le chroniqueur dénombre « vingt-quatre jaillissements » des sources : sur les parterres, dans la cour et même dans le château, « ce qui contribue beaucoup à la propreté et à boire frais ». Autre curiosité : la galerie peinte par Jean Hélart (1618-1685), œuvre maîtresse du peintre rémois proche de Jean de La Fontaine. Ce faste mène les seigneurs d’Étoges à la ruine. Un an après la visite du roi Soleil, Marc Antoine Saladin, meurt à l’âge 48 ans. Son fils mourra lui-même à 34 ans sans descendance. En 1717, le domaine est vendu.

### XVIIIesiècle
Au XVIIIe siècle, trois familles se succèdent à Étoges. Les acquéreurs sont des nobles de cour à qui il manque un domaine en Île-de-France pour y inscrire leur lignage ou pour greffer un titre à leur nom. En 1718, Étoges est acheté pour Joseph Marie de Boufflers, compagnon de jeu du jeune Louis XV, et fils du duc Louis François de Boufflers.
Des aménagements sont réalisés : le grand escalier, les grilles et le pont de pierre. Boufflers succombe en 1747 de la petite vérole à Gênes, qu’il défendait contre les Autrichiens. Son unique fils meurt quatre ans plus tard, et sa petite-fille, la duchesse Amélie de Gontaut, vend Étoges en 1760.
L’acquéreur, Ambroise-Julien Clément de Feillet, est conseiller au parlement de Paris, ardent défenseur de la cause janséniste. Il est le petit-fils de Julien Clément, médecin à la cour de Louis XIV, et le frère de Augustin-Jean-Charles Clément qui deviendra évêque de Versailles. Son fils institue à Étoges une fête de la Rosière (1768). En 1782, il vend le domaine à Claude Christophe Lorimier de Chamilly, premier valet de chambre de Louis XVI, et à sa femme, Marie-Thérèse Marsollier, fille d'un riche drapier et secrétaire de Louis XV.
Dès 1789, le climat révolutionnaire est attisé par la position du comte d’Étoges à Versailles et par un maire fanatique, Lambert, connu sous le nom du Berger d’Étoges. Le 20 juin 1791 à 13 heures, la berline royale fuyant Paris relaye au village. Prudent, le roi ne passe pas la grille. « À Étoges, on crut être reconnu », écrira la princesse Marie-Thérèse. En 1792, les Chamilly, père et fils, sont arrêtés. Le château est mis sous séquestre puis vendu comme bien national. À sa demande, Chamilly est interné à la prison du Temple avec le roi. En 1794, il est conduit à l’échafaud.

### Du Premier Empire à aujourd'hui

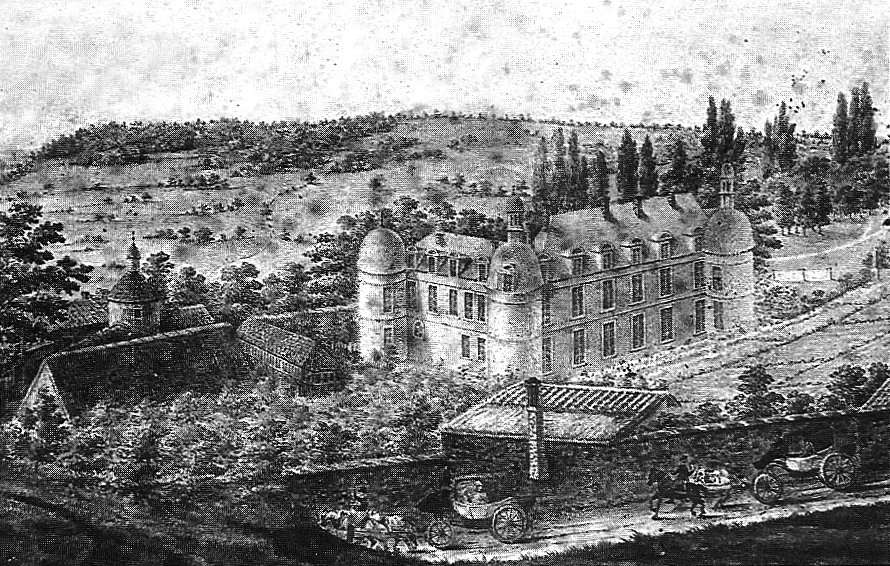
En 1824.

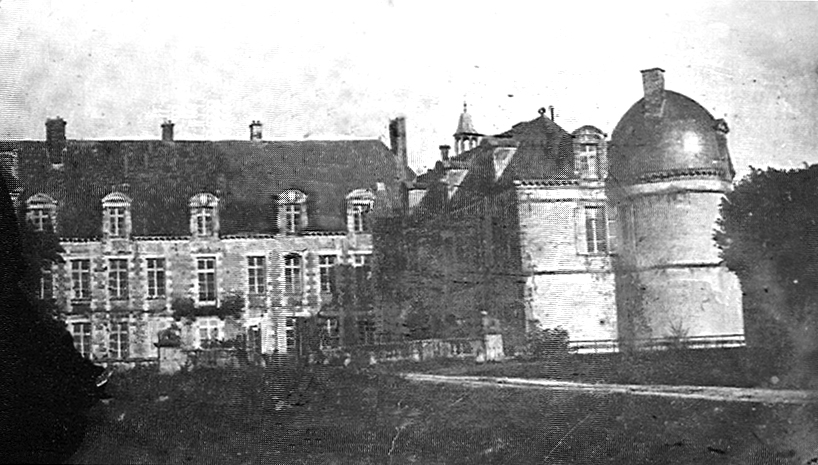
En 1878.

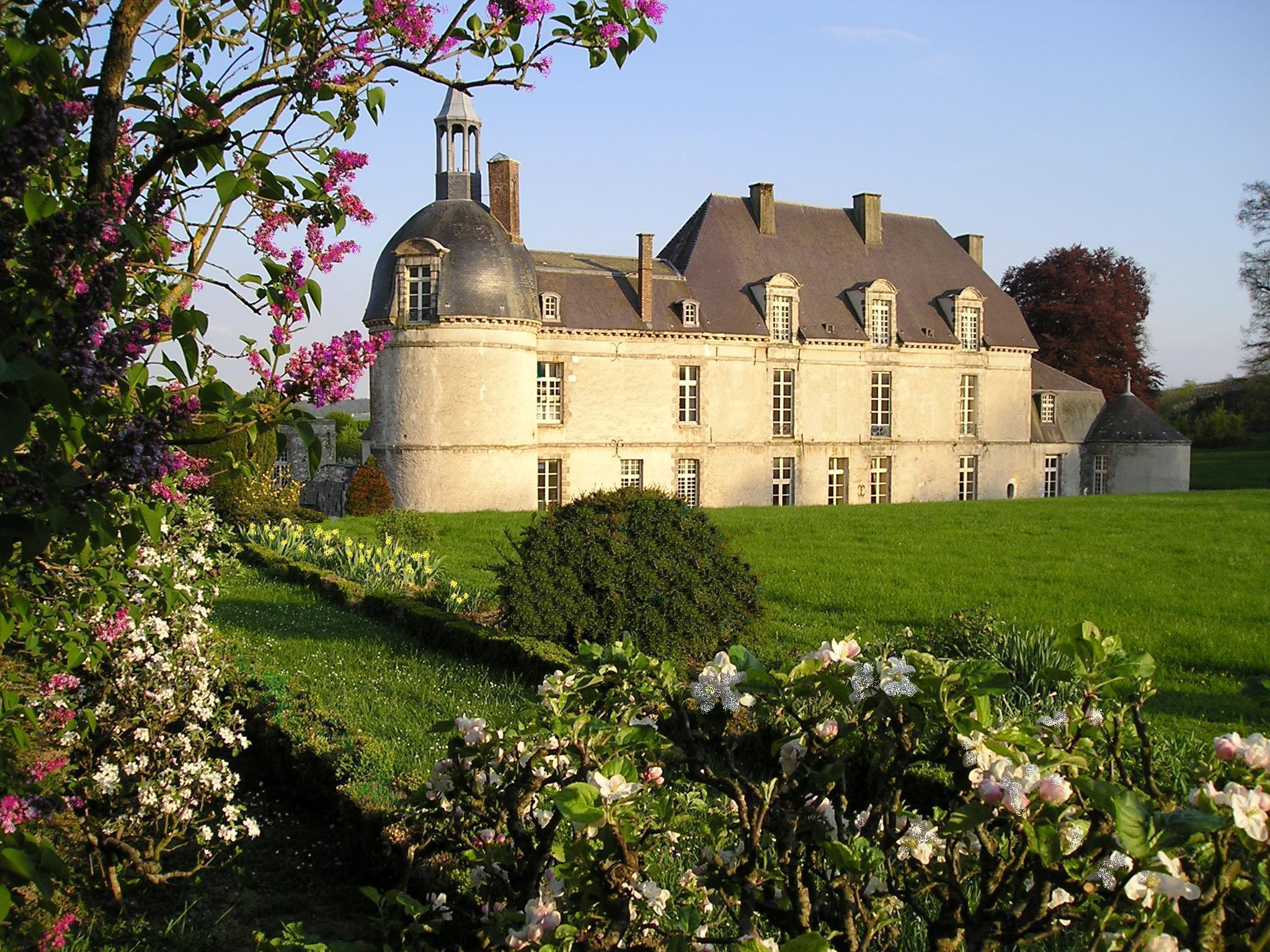
Château d'Étoges depuis le parc.

Le château change plusieurs fois de main, avant d’être acheté en 1802, à nouveau par un homme politique. François Scholastique de Guéheneuc est le père de Louise de Guéhéneuc, l’une des femmes les plus en vue du Consulat pour son intelligence, son charme et sa beauté. Elle a épousé le maréchal Lannes en 1800. À la mort de celui-ci (1809), Napoléon favorise la famille « Guéheneuc ».
Créé comte de l’Empire, Guéheneuc devient sénateur et directeur des Eaux et Forêts. Son fils, Charles Louis Joseph Olivier Guéhéneuc, est nommé aide de camp de l’Empereur. Henriette, la benjamine, épouse à Étoges le général François Joseph Kirgener, baron de Planta. Un fils naîtra de cette union interrompue quatre ans plus tard par la mort de Kirgener, au retour de la campagne de Russie. En février 1814, la région est le théâtre de la campagne de France, avec les batailles de Champaubert (6 km d’Étoges) et de Montmirail. La coalition russo-prussienne avec, à sa tête, le général Gebhard Leberecht von Blücher, a fixé son quartier général au château d’Étoges.
À la chute de l’Empire, Guéheneuc se replie à Étoges où il crée un jardin à l’anglaise. Il est élu maire, député de la Marne (1828-1831) et conseiller général de la Marne. Rallié à la monarchie de Juillet, Guéheneuc est promu Pair de France. Il meurt en 1840. Étoges échoit à Henriette Kirgener de Planta qui y vit avec son fils, Napoléon-Louis-Henri. Peu avisé en affaires, celui-ci vend le corps de ferme (1859) puis des parcelles du domaine à un entrepreneur du canton, Charles Uriel, puis met en vente le château (1874). Mais celui-ci, délabré et isolé, ne trouve pas preneur.
Le Conseil général songe à en faire un orphelinat, mais recule devant l'ampleur des travaux. On calcule que la vente des matériaux ne paierait pas la démolition. Finalement, Charles Uriel l’achète en 1877 en vue de le réduire à la taille d’une maison confortable pour sa fille Julia. Il vend les panneaux peints de la galerie de Hélart au comte Werlé qui les installe dans son château de Pargny-lès-Reims, lequel brûlera pendant la Première Guerre mondiale.
Le gendre de Charles Uriel, Dominique Neuville, industriel en teinturerie à Reims, entreprend des travaux d’embellissement à Étoges. La guerre ruine son usine et il meurt en 1916. Son fils, Robert Neuville, promoteur dans l’industrialisation agricole, se consacre à la remise en valeur d’Étoges. Outre ses recherches historiques, on lui doit la rénovation du système hydraulique du parc et sa contribution à l’exhumation des gisants de l’église.
En 1991, Anne Filliette-Neuville, une des petites-filles de Robert Neuville, y aménage un hôtel, puis un restaurant gastronomique en 2006. En octobre 2023, elle le vend à NAO Collection qui perpétue l'exploitation hôtelière du Château d'Etoges.

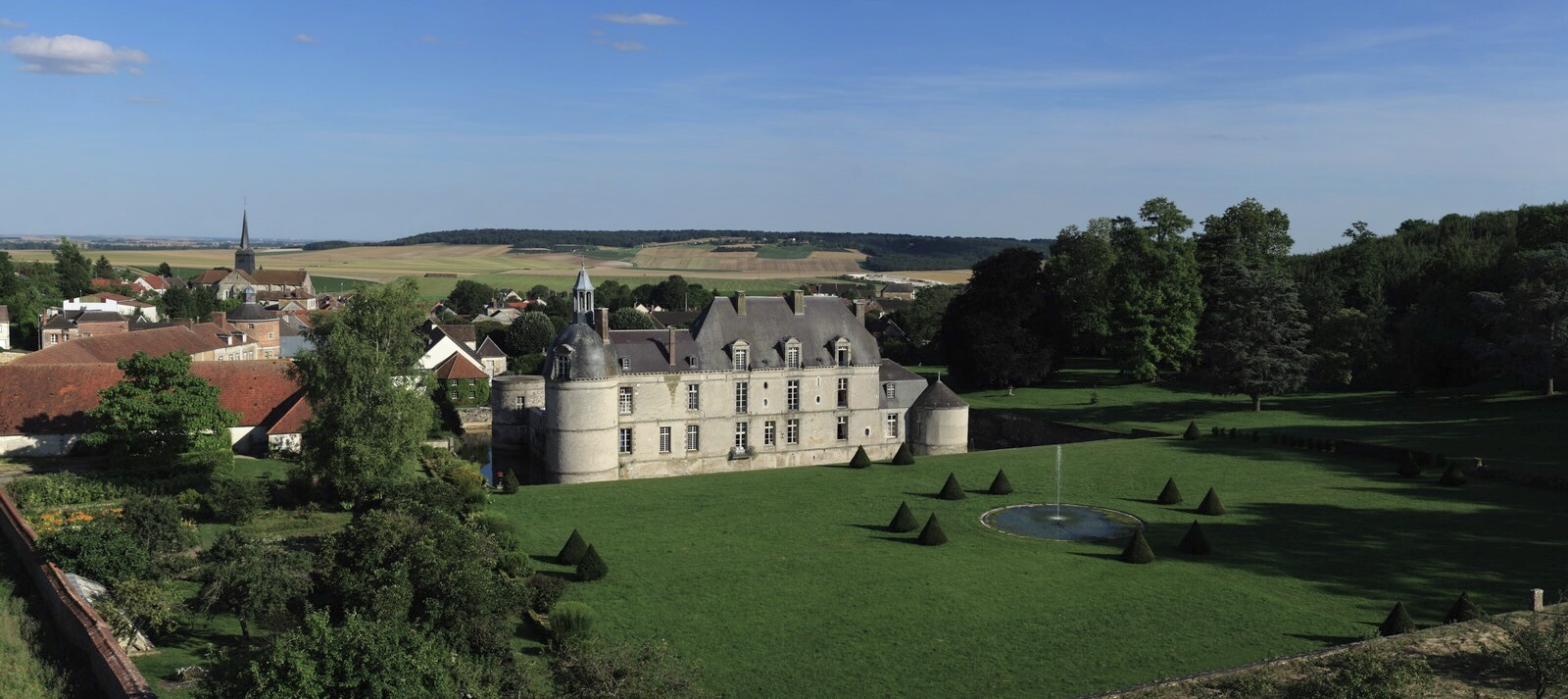
Le château d’Étoges ; vue semi-aérienne.

Certains objets du château sont inscrits à l'inventaire des monuments historiques.

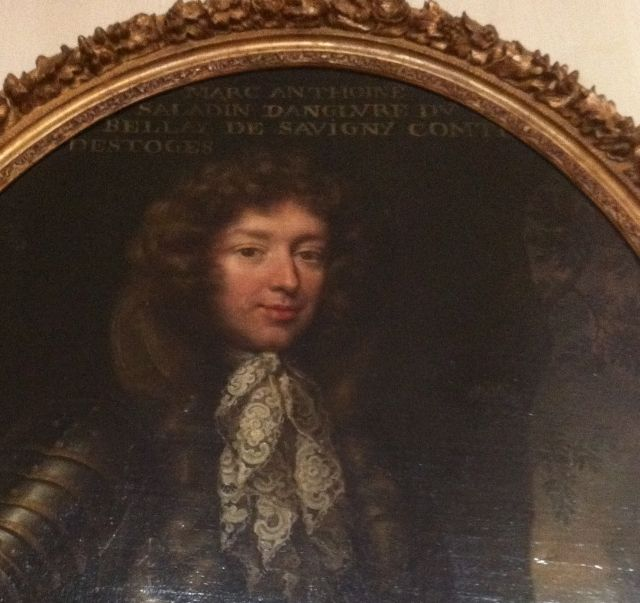
Peinture de Marc Antoine Saladin.
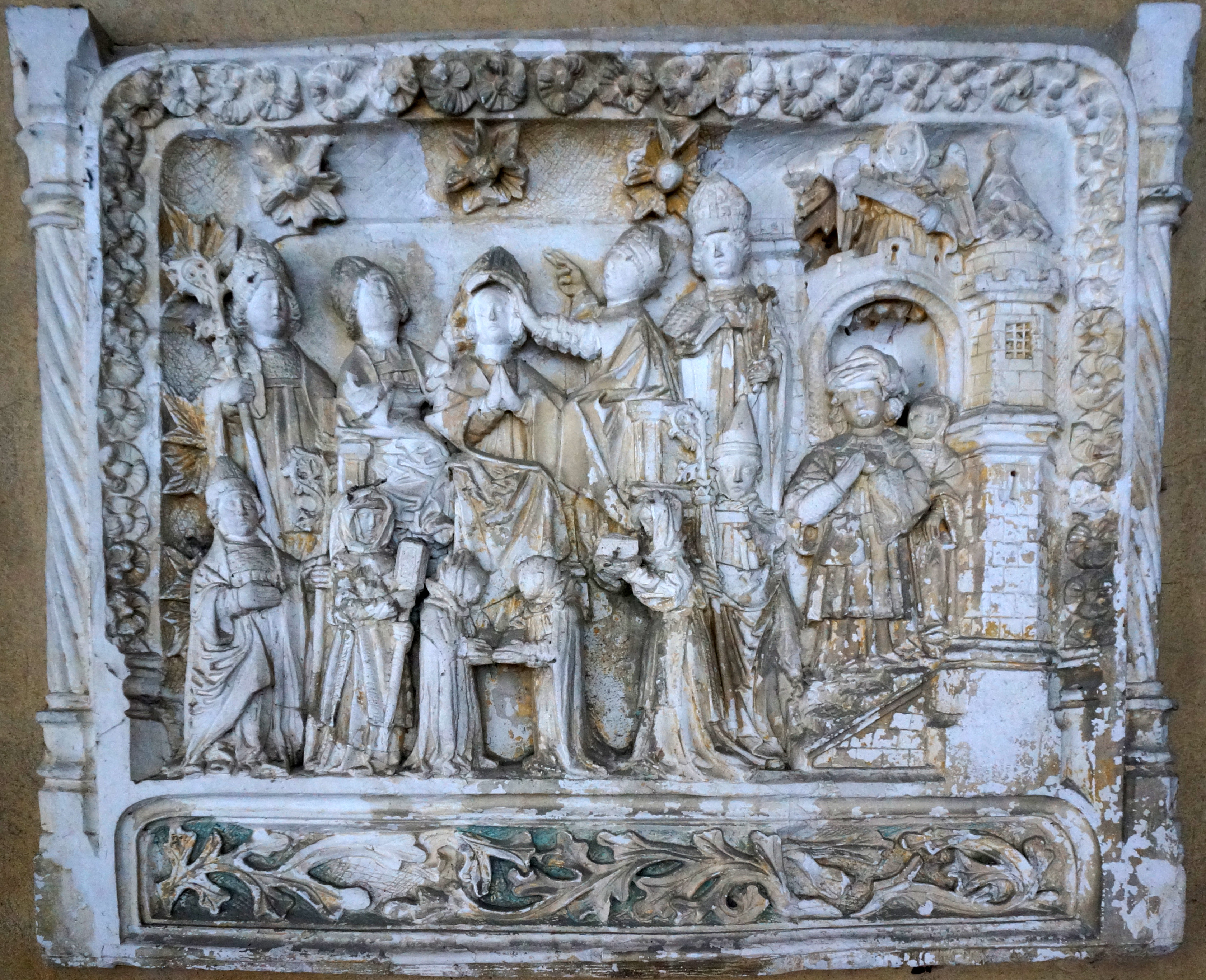
Bas-relief[5].
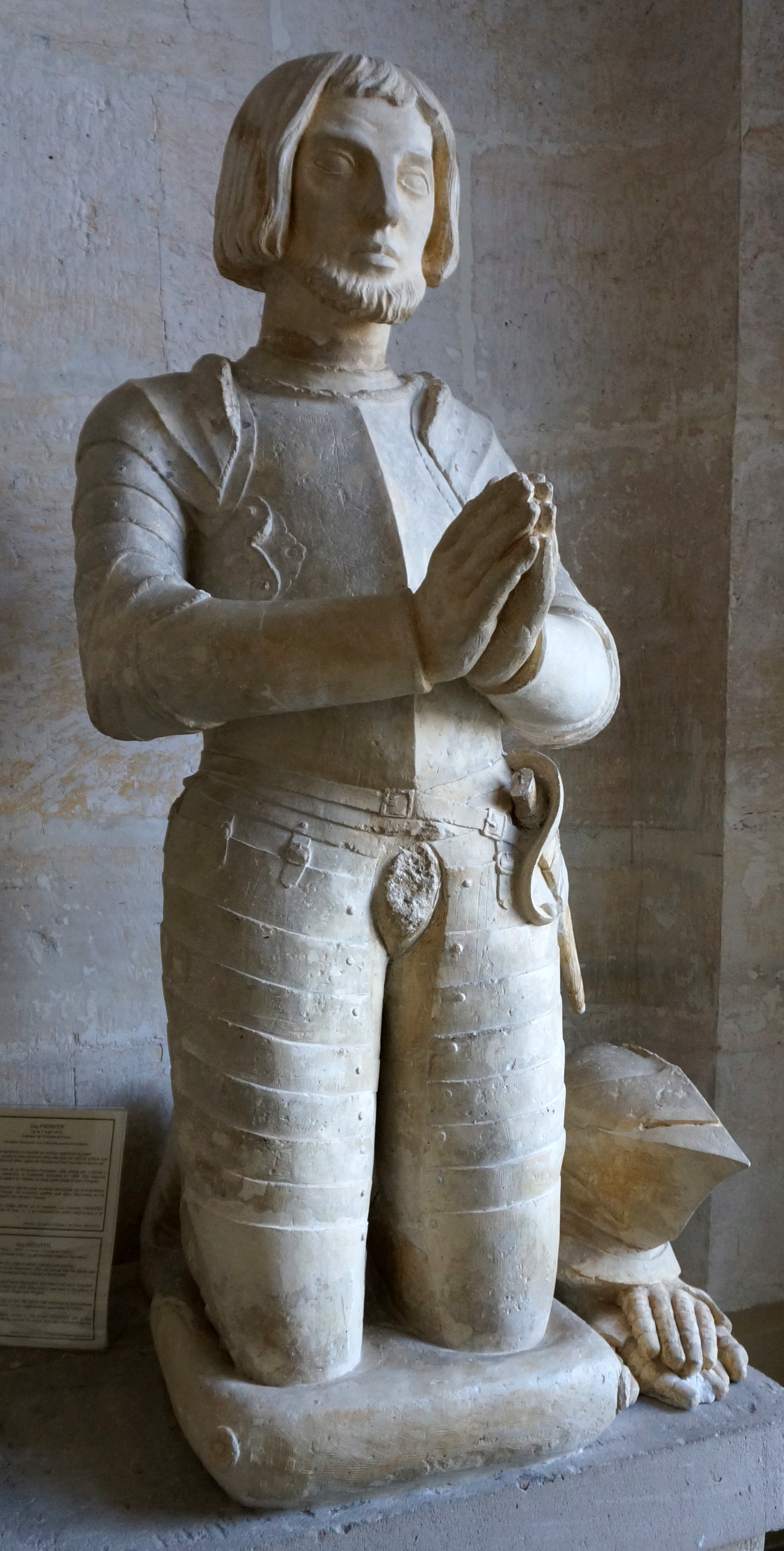
Guy Piedefer[6].
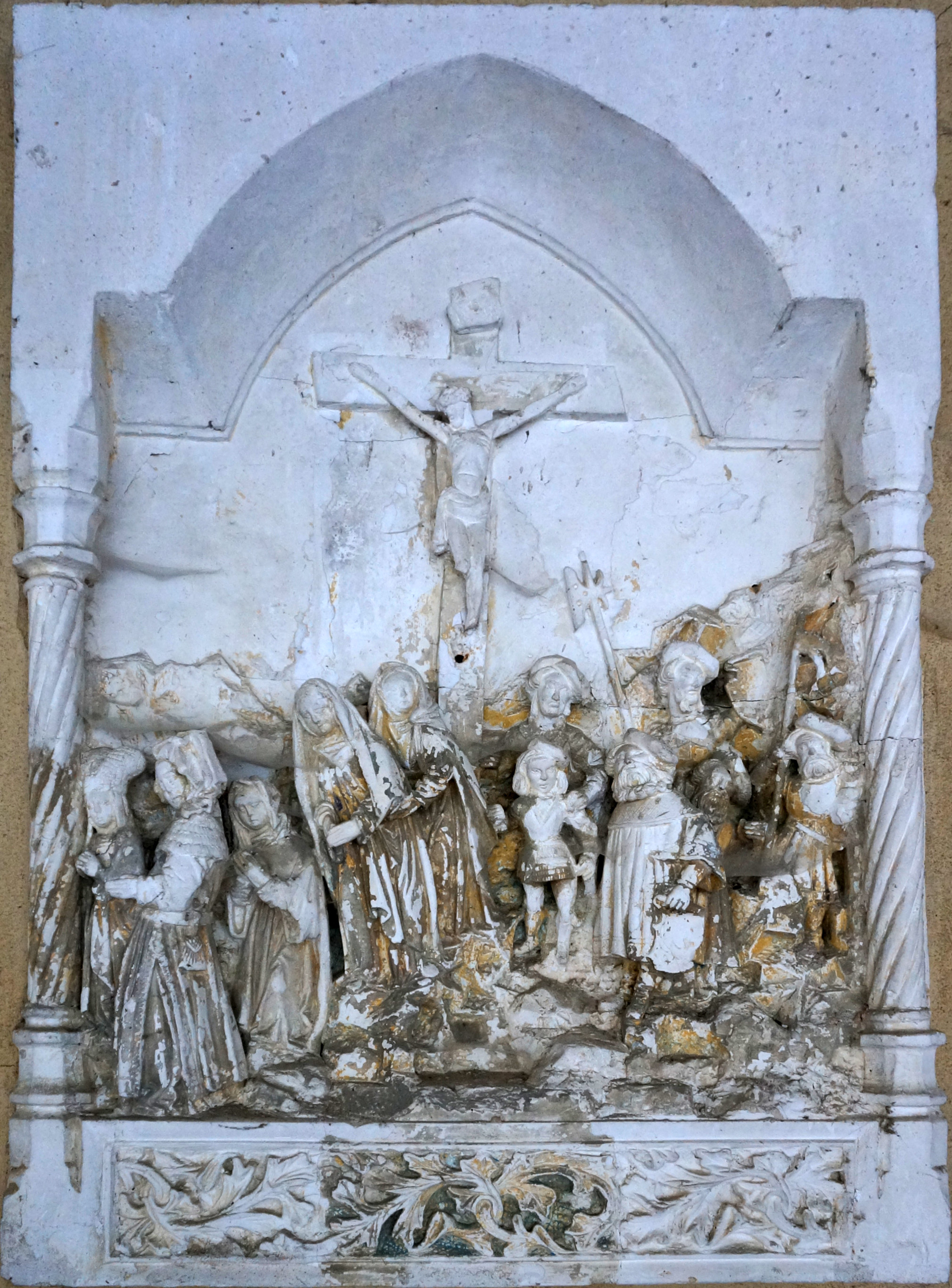
Bas-relief[5].
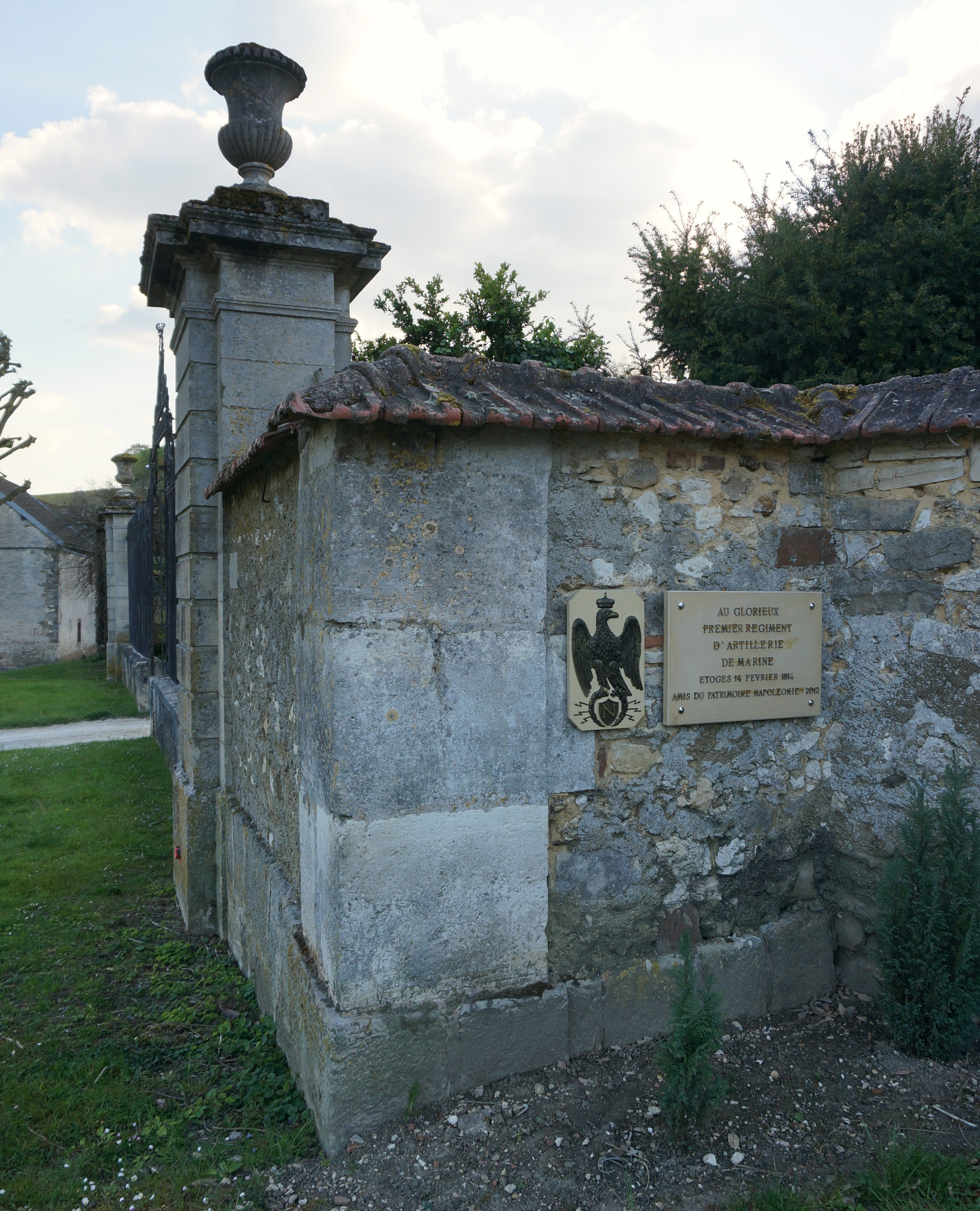
Plaque en la mémoire de la campagne de France (1814).